# Alemán coloniero
Pour les articles homonymes, voir Alemán.
L’Alemán coloniero est un dialecte allemand parlé dans le village de Colonia Tovar au Venezuela par les descendants de travailleurs immigrés allemands provenant de la région de la Forêt-Noire en Bade-Wurtemberg. Il comprend dans son champ lexical des mots en espagnol. Au Venezuela, ce dialecte ainsi que ses locuteurs sont appelés « Alemannisch ».